# Lakewood (Waszyngton)
Lakewood – miasto w Stanach Zjednoczonych, w stanie Waszyngton, w hrabstwie Pierce.